# Пърленка
Пърленка е името, с което в някои фолклорни области на България наричат вид тънка питка, с дебелина и големина колкото малка или средна пица. Тези питки наподобяват по технология на приготвяне традиционните родопски катми. Пекат се на сач, както и катмите, но тестото е обичайното хлебно и дебелината им е малко по-голяма.
В някои краища на България пърленка казват и на катма, която се приготвя по този начин.
Пърленките обикновено се консумират топли и гарнирани с бяло саламурено сирене и лютеница. Обичайният начин на гарниране е лютеницата да се намазва изцяло върху пърленката и по нея да се поръси натрошено бяло сирене. Може да се приеме, че пърленката е български аналог, или дори първообраз на популярната италианска пица.
В случаите когато пърленките са тънки като мекици или като катми, те се навиват на руло, в което има поставена някаква плънка. При този начин на консумиране, тя прилича на традиционния арабски дюнер, приготвен от лаваш с меснозеленчукова плънка.